# Cupa Mondială de Baschet Masculin din 2019 - Grupa C
Grupa C de la Cupa Mondială de Baschet Masculin din 2019 a fost o grupă preliminară din cadrul Cupei Mondiale de Baschet Masculin din 2019 care și-a desfășurat meciurile la Guangzhou Gymnasium, Guangzhou. Echipele care au făcut parte din această grupă au fost: Iran, Puerto Rico, Spania și Tunisia. Fiecare echipă a jucat cu fiecare echipă, primele două s-au calificat pentru a doua rundă, iar ultimele două pentru grupele pentru stabilirea părții inferioare a clasamentului final.

## Clasament
| Loc | Echipa      | MJ | V | Î | PM  | PP  | PD  | Pct | Calificare                               |
| --- | ----------- | -- | - | - | --- | --- | --- | --- | ---------------------------------------- |
| 1   | Spania      | 3  | 3 | 0 | 247 | 190 | +57 | 6   | Avansează în Etapa a doua                |
| 2   | Puerto Rico | 3  | 2 | 1 | 213 | 218 | −5  | 5   | Avansează în Etapa a doua                |
| 3   | Tunisia     | 3  | 1 | 2 | 205 | 235 | −30 | 4   | Calificare pentru meciurile de clasament |
| 4   | Iran        | 3  | 0 | 3 | 213 | 235 | −22 | 3   | Calificare pentru meciurile de clasament |

## Meciuri

### Iran vs. Puerto Rico
| 31 august 2019 16:30 |

| Boxscore |

| Iran                                                       | 81–83 | Puerto Rico                                         |
| Scorul pe sferturi: 30–16, 19–15, 16–20, 16–32             |       |                                                     |
| Pt: Haddadi, Yakhchali 22 Rec: Haddadi 16 Pase: Jamshidi 5 |       | Pt: Huertas 32 Rec: Balkman 6 Pase: trei jucători 4 |

### Spania vs. Tunisia
This was the first competitive game between Spain and Tunisia.
| 31 august 2019 20:30 |

| Boxscore |

| Spania                                                           | 101–62 | Tunisia                                 |
| Scorul pe sferturi: 16–17, 26–22, 30–8, 29–15                    |        |                                         |
| Pt: Rubio 17 Rec: J. Hernangómez 8 Pase: W. Hernangómez, Llull 5 |        | Pt: Mejri 15 Rec: Mejri 7 Pase: Abada 6 |

### Tunisia vs. Iran
| 2 septembrie 2019 16:30 |

| Boxscore |

| Tunisia                                          | 79–67 | Iran                                              |
| Scorul pe sferturi: 29–19, 15–16, 15–13, 20–19   |       |                                                   |
| Pt: Mejri 22 Rec: Mejri 15 Pase: trei jucători 5 |       | Pt: Geramipoor 18 Rec: Haddadi 11 Pase: Haddadi 8 |

### Puerto Rico vs. Spania
| 2 septembrie 2019 20:30 |

| Boxscore |

| Puerto Rico                                        | 63–73 | Spania                                      |
| Scorul pe sferturi: 21–17, 14–19, 10–21, 18–16     |       |                                             |
| Pt: Clavell 13 Rec: trei jucători 5 Pase: Browne 6 |       | Pt: Gasol 19 Rec: Rubio 8 Pase: Fernández 6 |

### Puerto Rico vs. Tunisia
| 4 septembrie 2019 16:30 |

| Boxscore |

| Puerto Rico                                   | 67–64 | Tunisia                                              |
| Scorul pe sferturi: 19–18, 19–14, 14–23, 15–9 |       |                                                      |
| Pt: Balkman 14 Rec: Balkman 9 Pase: Browne 8  |       | Pt: Abada, Mejri 14 Rec: Ben Romdhane 9 Pase: Roll 5 |

### Spania vs. Iran
| 4 septembrie 2019 20:30 |

| Boxscore |

| Spania                                            | 73–65 | Iran                                                     |
| Scorul pe sferturi: 18–21, 15–10, 19–22, 21–12    |       |                                                          |
| Pt: Gasol 16 Rec: J. Hernangómez 10 Pase: Rubio 5 |       | Pt: Jamshidi 15 Rec: Haddadi 15 Pase: Nikkhah, Haddadi 6 |